# Premier League (Malta) 2013/14
De Premier League 2013/14 is het 99ste seizoen van het Maltese nationale voetbalkampioenschap. Het kampioenschap bestaat uit twee rondes, waarbij in de eerste ronde alle clubs elkaar twee keer bekampen, voor een totaal van 22 wedstrijden per club. De zes best geklasseerde clubs aan het einde van deze ronde spelen in de "Kampioenenronde", de zes slechtst geklasseerde clubs in de "Degradatieronde". De gewonnen punten uit de eerste ronde worden gehalveerd aan het begin van de tweede ronde. Valletta FC treedt als regerend landskampioen aan in dit seizoen.

## Eerste Ronde
| №  | Club             | WG | W  | G | V  | DV | DT | +/– | Punten | Kwalificatie/Degradatie           |
| -- | ---------------- | -- | -- | - | -- | -- | -- | --- | ------ | --------------------------------- |
| 1  | Birkirkara FC    | 22 | 18 | 2 | 2  | 51 | 19 | +32 | 56     | Kwalificatie voor kampioenenronde |
| 2  | Valletta FC      | 22 | 17 | 2 | 3  | 52 | 14 | +38 | 53     | Kwalificatie voor kampioenenronde |
| 3  | Hibernians FC    | 22 | 15 | 2 | 5  | 57 | 27 | +30 | 47     | Kwalificatie voor kampioenenronde |
| 4  | Sliema Wanderers | 22 | 12 | 7 | 3  | 43 | 24 | +19 | 43     | Kwalificatie voor kampioenenronde |
| 5  | Mosta FC         | 22 | 12 | 2 | 8  | 44 | 35 | +2  | 38     | Kwalificatie voor kampioenenronde |
| 6  | Balzan Youths FC | 22 | 8  | 4 | 10 | 24 | 31 | -7  | 28     | Kwalificatie voor kampioenenronde |
| 7  | Naxxar Lions FC  | 22 | 8  | 3 | 11 | 27 | 39 | -12 | 27     | Kwalificatie voor degradatieronde |
| 8  | Floriana FC      | 22 | 8  | 4 | 10 | 30 | 36 | -6  | 221    | Kwalificatie voor degradatieronde |
| 9  | Vittoriosa Stars | 22 | 5  | 3 | 14 | 24 | 47 | -23 | 18     | Kwalificatie voor degradatieronde |
| 10 | Qormi FC         | 22 | 4  | 4 | 14 | 28 | 45 | -17 | 16     | Kwalificatie voor degradatieronde |
| 11 | Tarxien Rainbows | 22 | 4  | 4 | 14 | 27 | 46 | -19 | 16     | Kwalificatie voor degradatieronde |
| 12 | Rabat Ajax       | 22 | 1  | 3 | 18 | 17 | 61 | -44 | 6      | Kwalificatie voor degradatieronde |

1Floriana FC kreeg van de nationale voetbalbond zes minpunten.

## Tweede Ronde
In de tweede ronde spelen de nummers 1 tot en met 6 een uit- en thuiswedstrijd tegen de andere ploegen in de kampioenenronde. De nummers 7 tot en met 12 doen ditzelfde in de degradatieronde. Vóór aanvang worden de punten uit het reguliere seizoen gehalveerd. 

### Kampioenenronde
| № | Club             | WG | W  | G  | V  | DV | DT | +/– | Punten | Kwalificatie                                           |
| - | ---------------- | -- | -- | -- | -- | -- | -- | --- | ------ | ------------------------------------------------------ |
| 1 | Valletta FC      | 32 | 24 | 5  | 3  | 74 | 21 | +53 | 51     | Tweede voorronde Champions League                      |
| 2 | Birkirkara FC    | 32 | 25 | 3  | 4  | 76 | 25 | +51 | 50     | Eerste voorronde Europa League                         |
| 3 | Hibernians FC    | 32 | 18 | 4  | 10 | 75 | 51 | +24 | 35     | Eerste voorronde Europa League                         |
| 4 | Mosta FC         | 32 | 15 | 6  | 11 | 58 | 57 | +1  | 32     |                                                        |
| 5 | Sliema Wanderers | 32 | 14 | 10 | 8  | 54 | 44 | +10 | 31     | finalist bekertoernooi; Eerste voorronde Europa League |
| 6 | Balzan Youths FC | 32 | 9  | 5  | 18 | 37 | 58 | -21 | 18     |                                                        |

### Degradatieronde
| №  | Club             | WG | W  | G | V  | DV | DT | +/– | Punten | Degradatie                        |
| -- | ---------------- | -- | -- | - | -- | -- | -- | --- | ------ | --------------------------------- |
| 7  | Floriana FC      | 32 | 14 | 5 | 13 | 50 | 48 | +2  | 30     |                                   |
| 8  | Tarxien Rainbows | 32 | 10 | 6 | 16 | 51 | 55 | -4  | 28     |                                   |
| 9  | Qormi FC         | 32 | 10 | 4 | 18 | 51 | 63 | -12 | 26     |                                   |
| 10 | Naxxar Lions FC  | 32 | 11 | 6 | 15 | 40 | 55 | -15 | 26     |                                   |
| 11 | Vittoriosa Stars | 32 | 9  | 6 | 17 | 41 | 66 | -25 | 24     | Degradatie naar de First Division |
| 12 | Rabat Ajax       | 32 | 1  | 4 | 27 | 23 | 91 | -68 | 4      | Degradatie naar de First Division |

Balzan · 
Birkirkara · 
Floriana · 
Gzira United · 
Ħamrun Spartans · 
Hibernians · 
Marsaxlokk ·
Melita FC ·
Mosta · 
Naxxar Lions ·
Sliema Wanderers ·
Żabbar St. Patrick FC
Nationale competities:
Albanië · Andorra · Armenië · België · Bosnië en Herzegovina · Bulgarije · Cyprus · Denemarken · Duitsland · Engeland · Estland ('13 '14) · Faeröer ('13 '14) · Finland ('13 '14) · Frankrijk · Gibraltar · Griekenland · Hongarije · IJsland ('13 '14) · Ierland ('13 '14) · Israël · Italië · Kazachstan ('13 '14) · Kroatië · Letland ('13 '14) · Litouwen ('13 '14) · Luxemburg · Macedonië · Malta · Moldavië · Montenegro · Nederland · Noord-Ierland · Noorwegen ('13 '14) · Oekraïne · Oostenrijk · Polen · Portugal · Roemenië · Rusland · San Marino · Schotland · Servië · Slovenië · Slowakije · Spanje · Tsjechië · Turkije · Wales · Zweden · Zwitserland
Europese competities: Super Cup 2014 · Champions League · Europa League
1909/10 · 1910/11 · 1911/12 · 1912/13 · 1913/14 · 1914/15 · 1915/16 · 1916/17 · 1917/18 · 1918/19 · 1919/20 · 1920/21 · 1921/22 · 1922/23 · 1923/24 · 1924/25 · 1925/26 · 1926/27 · 1927/28 · 1928/29 · 1929/30 · 1930/31 · 1931/32 · 1932/33 · 1933/34 · 1934/35 · 1935/36 · 1936/37 · 1937/38 · 1938/39 · 1939/40 · 1940/41 · 1941/42 · 1942/43 · 1943/44 · 1944/45 · 1947/48 · 1948/49 · 1949/50 · 1950/51 · 1951/52 · 1952/53 · 1953/54 · 1954/55 · 1955/56 · 1956/57 · 1957/58 · 1958/59 · 1959/60 · 1960/61 · 1961/62 · 1962/63 · 1963/64 · 1964/65 · 1965/66 · 1966/67 · 1967/68 · 1968/69 · 1969/70 · 1970/71 · 1971/72 · 1972/73 · 1973/74 · 1974/75 · 1975/76 · 1976/77 · 1977/78 · 1978/79 · 1979/80 · 1980/81 · 1981/82 · 1982/83 · 1983/84 · 1984/85 · 1985/86 · 1986/87 · 1987/88 · 1988/89 · 1989/90 · 1990/91 · 1991/92 · 1992/93 · 1993/94 · 1994/95 · 1995/96 · 1996/97 · 1997/98 · 1998/99 · 1999/00 · 2000/01 · 2001/02 · 2002/03 · 2003/04 · 2004/05 · 2005/06 · 2006/07 · 2007/08 · 2008/09 · 2009/10 · 2010/11 · 2011/12 · 2012/13 · 2013/14 · 2014/15 · 2015/16 · 2016/17 · 2017/18 · 2018/19 · 2019/20 · 2020/21 · 2021/22 · 2022/23 · 2023/24